# Dark Globe
Pistes de The Madcap Laughs
No Man's Land Here I Go (en)
Dark Globe est une chanson de Syd Barrett pour son premier album solo The Madcap Laughs. Elle figure également sur son album Opel.
Dark Globe a aussi été reprise en live par le guitariste de Pink Floyd, David Gilmour, lors de quelques dates de sa tournée de 2006. Cette chanson a été reprise par le groupe R.E.M. et Placebo.